# ながら族
ながら族（ながらぞく）は何かをしながら何かをする人を言う。ながら族の名前はラジオをつけっぱなしにしないと勉強ができないながら神経症から来ているが、その後テレビを見ながらでないと勉強が出来ない人も登場した（テレビ・チャイルド）。
ながら族は危機管理をテーマとした書籍の中で人間が生きる上で望ましい意味と説明されている。同書籍によればながら族は危機管理能力に秀でている人物という意味である。 周囲の状況に対して目をくばり気をくばることで、例えば不慮の事故による怪我や死亡が減るといったことである。マルチタスク能力はむしろ推奨されるべきである。大型飛行機の機長はながら族の典型である。高速で空をとぶ飛行機を操縦しながら外を見て安全を確認したり操縦室内の無数の計器類を見ながら管制官との交信をしながら仕事をしている。したがってながら族は非常に高度に訓練された人物であると言える。

## ながら神経症（儀礼神経症）
ながら神経症（儀礼神経症、英語: ritualistic compulsion）はある行動を取るのに別のことをしないできない症状のことを言う。
日本では1955年頃にラジオのジャズや歌謡曲をかけないと勉強できない学生の増加があり、例えば1957年の大阪市教育研究所の調査資料でもラジオだけを聞いてる子供よりもラジオを聞きながら何かをするながら習性のある子供の方が多いという調査結果となっており、近代病の一つとなっていた。小児科医の木田文夫は著書『こども部屋』の中でそれらの学生をこの神経症であると談じ、この「ながら神経症」の訳語を考案してそれが一般化した。
木田文夫は指しゃぶりをしたり爪を噛まないと本を読んだり遊んだりできない子供、貧乏ゆすり、頭を掻く、指を鳴らすなどをしないと難しい仕事が出来ない大人、ガムを噛まないと何もできない人などもこの神経症であろうとしたが、ながら神経症は精神的成熟によって自然治癒するため基本的に放置しても問題ないとした。